# Трис-ацетатный буфер
Трис-ацетатный буфер (TAE) — буферный раствор, содержащий трис, уксусную кислоту и ЭДТА (этилендиаминтетрауксусную кислоту).
Используется в молекулярной биологии в основном для гель-электрофореза при разделении фрагментов нуклеиновых кислот. Имеет меньшую буферную ёмкость, чем TBE, в связи с чем быстрее истощается, однако линейные двухцепочечные фрагменты ДНК перемещаются в TAE быстрее.
| Компонент                  | Количество для приготовления 100 мл раствора |
| -------------------------- | -------------------------------------------- |
| Трис (основание)           | 24,22 г                                      |
| ЭДТА (динатриевая соль)    | 1,862 г                                      |
| Уксусная кислота (ледяная) | 8,96 мл                                      |
| H2O (деионизированная)     | 73,3 г                                       |

Для получения рабочей концентрации 50-кратный буфер разводят в дистиллированной воде в соотношении 1:49.

## Применение
TAE широко используется при проведении гель-электрофореза (в качестве форезного буфера и компонента агарозного геля) для очистки ДНК, анализа ДНК-продуктов, полученных в результате ПЦР, разделения фрагментов ДНК.